# 김경태 (배우)
김경태(1973년 1월 12일 ~ )는 대한민국의 배우이다.

## 학력
- 동국대학교 화학공학과

## 출연작

### 영화
- 《럭키》 (2016년) - 촬영장 무술팀 역
- 《강남 1970》 (2015년) - 짬뽕국물 지주 역
- 《다우더》 (2014년) - 의사 역
- 《해적: 바다로 간 산적》 (2014년) - 산적단 역
- 《만신》 (2014년) - 정복경찰 역
- 《뜨거운 안녕》 (2013년) - 불사조 기념사진 역
- 《억수》 (2012년) - 노래부르는 취객 역
- 《꽃은 시드는게 아니라...》 (2012년) - 선생님 역
- 《어 맨스 월드》 (2012년) - 일식 역
- 《네모난원》 (2012년) - 사복형사 3 역
- 《패는여자》 (2012년) - 칼자국 역
- 《점쟁이들》 (2012년) - 삿갓보살 역
- 《미쓰GO》 (2012년) - 마 형사 역
- 《페이스 메이커》 (2012년) - 과거 체육선생 역
- 《퍼펙트 게임》 (2011년) - 포장마차손님 1 역
- 《티끌 모아 로맨스》 (2011년) - 도박꾼 1 역
- 《Mr. 아이돌》 (2011년) - 종탁바 취객남 역
- 《마마》 (2011년) - 마트 조폭 역

### 드라마 & 시트콤
- 《불어라 미풍아》 (2016년, MBC)
- 《귀신 보는 형사 처용 2》 (2015년, OCN)
- 《직장의 신》 (2013년, KBS2)
- 《신의 퀴즈 3》 (2012년, OCN)
- 《대왕의 꿈》 (2012년, KBS1)
- 《내딸 서영이》 (2012년, MBC)
- 《불굴의 며느리》 (2011년, MBC)
- 《뱀파이어 아이돌》 (2011년, MBN)
- 《갈수록 기세등등》 (2011년, MBN)